# Семиполка
Семипо́лка (каз. Семиполка) — село у складі району Шал-акина Північноказахстанської області Казахстану. Адміністративний центр Семипольського сільського округу.
Населення — 522 особи (2021; 928 у 2009, 1308 у 1999, 1936 у 1989).
Національний склад станом на 1989 рік:
- росіяни — 40 %
- казахи — 28 %
- українці — 24 %.